# Campus (Fahrradhersteller)
Die Campus Fahrräder GmbH ist ein deutscher Fahrradhersteller mit Sitz im badischen Forst bei Karlsruhe. Das Unternehmen hat sich auf die Produktion von E-Bikes, City-Bikes und Trekking-Bikes im Premium-Segment spezialisiert.

## Firmengeschichte
Das Unternehmen kann bereits auf eine lange Tradition in der Herstellung von Markenfahrrädern zurückblicken. Das Unternehmen fertigte bereits in den 1950er Jahren in Bruchsal Fahrräder unter dem Firmennamen Begena. Der Firmen- und Markenname Campus existierte damals noch nicht. Die Fahrräder von Begena wurden unter dem Markennamen „Turmberg“ vertrieben.
Über viele Jahre fertigte das Unternehmen erfolgreich Fahrräder aller Art, bis die Unternehmenslenker in den achtziger Jahren auf den Trend der Mountainbikes aufmerksam wurden. Um sich in diesem Segment von Anfang an Marktanteile zu sichern, wurde eine neue Marke namens Campus entwickelt und in den folgenden Jahren umfangreich aufgebaut. Während man zunächst Mountainbikes aller Art herstellte, spezialisierte sich das Unternehmen in den neunziger Jahren auf den Bau von Cross- und Trekkingrädern sowie speziellen Modellen für den Einsatz in der Großstadt – den so genannten Citybikes.
In seiner heutigen Form besteht das Unternehmen seit 2007 unter der Leitung von Peter Gromer, Rolf Wollenweber und Horst Mandel. Seit Anfang der 2010er produziert das Unternehmen ebenso E-Bikes.
Im April 2024 mussten in Berlin 68 Polizeifahrräder der Fahrradstaffel aus Gründen der Sicherheit vorübergehend stillgelegt werden. Die ungeeignete Verlegung von Bremsleitungen und Schaltzügen führte zu erhöhter Sturzgefahr.

## Firmenprofil
Die Entwicklung und Montage aller Campus Modelle findet am Firmensitz in Forst statt. Dabei produziert das Unternehmen ausschließlich auftragsbezogen nach individuellen Kundenwünschen. Der Vertrieb erfolgt über den stationären Einzelhandel.

## Modelle
Das Sortiment der Campus Fahrräder GmbH besteht aus 19 Grundmodellen, die mit einem speziellen Modulsystem jeweils individuell ausgestattet werden können.
| Modell          | Kategorie |
| --------------- | --------- |
| BM 29           | E-Bike    |
| BM 28           | E-Bike    |
| BM 27           | E-Bike    |
| BM 13           | E-Bike    |
| BM 12           | E-Bike    |
| BM 10           | E-Bike    |
| BFM 18          | E-Bike    |
| SM 7            | E-Bike    |
| SM 8            | E-Bike    |
| AH 3            | E-Bike    |
| AF 4            | E-Bike    |
| AF 5            | E-Bike    |
| TR 14           | Fahrrad   |
| TR 1            | Fahrrad   |
| TR 2            | Fahrrad   |
| TR 2 Grand Tour | Fahrrad   |
| TR 6            | Fahrrad   |
| CY 2            | Fahrrad   |
| CY 3            | Fahrrad   |

## Auszeichnungen
- SAZbike: Platz 4 von 34 Herstellern im Lieferantenranking 2018[9]
- SAZbike: Platz 4 von 37 Herstellern im Lieferantenranking 2015[10]
- SAZbike: Platz 5 von 33 Herstellern im Lieferantenranking 2014[11]

## Sonstiges
Das Unternehmen produzierte mehrere Jahre Fahrräder für die Erstwohnsitzkampagne der Stadt Karlsruhe. Die Fahrräder wurden unter Studenten verlost, welche für ihr Studium nach Karlsruhe kamen und hier auch ihren Erstwohnsitz anmeldeten. Die aus dieser Verlosung stammenden roten Fahrräder der Firma Campus prägen daher das Karlsruher Stadtbild vielerorts.